# کیمیا توی
کیمیا توی (به انگلیسی: Kimiya Yui) فضانورد اهل کشور ژاپن است که در ۱۹۷۰ میلادی در استان ناگانو زاده شد.